# Fameck
 Fameck  es una población y comuna francesa, en la región de Alsacia-Champaña-Ardenas-Lorena, departamento de Mosela, en el distrito de Thionville-Ouest y cantón de Fameck.

## Demografía
| 305                       | 275 | 349 | 1 011 | abs. | 1 168 | 1 268 | abs. | abs. | abs. | 1 175 | 1 170 | 1 109 | 1 083 | 1 066 | 1 149 | 1 176 | 1 122 | 1 206 | 1 254 | 1 296 | 1 310 | 1 514 | 1 954 | 2 514 | 2 961 | 4 543 | 7 571 | 14 034 | 17 755 | 14 942 | 13 922 | 12 635 | 12 196 |
| (Fuente: INSEE y Cassini) |     |     |       |      |       |       |      |      |      |       |       |       |       |       |       |       |       |       |       |       |       |       |       |       |       |       |       |        |        |        |        |        |        |